# George Sabin Cutaș
George Sabin Cutaș (n. 23 februarie 1968, Bacău) este un politican român. În legislatura 2004-2008, George Sabin Cutaș a fost ales senator în circumscripția electorală Teleorman pe listele Partidului Umanist din România (Social Liberal), care a devenit Partidul Conservator în mai 2005. În cadrul activității sale parlamentare, George Sabin Cutaș a fost membru în grupurile parlamentare de prietenie cu India, Malaezia și Republica Venezuela. George Sabin Cutaș a înregistrat 367 de luări ce cuvânt în 117 ședințe parlamentare și a inițiat 53 de propuneri legislative, din care 10 au fost promulgate legi. 

George Sabin Cutaș a fost ales europarlamentar pe o listă comună PSD+PC în 2009, iar în Parlamentul European face parte din grupul politic Alianța Progresistă a Socialiștilor și Democraților (S-D). Este membru plin în Comisia pentru afaceri economice și monetare din Parlamentul European și membru supleant în Comisia pentru comerț internațional. De asemenea, Sabin Cutaș face parte din delegația pentru relațiile cu Peninsula Coreeană, delegația pentru relațiile cu Iran, precum și cea la Comisia parlamentară Cariforum-UE.

## Educație
Sabin Cutaș a terminat Facultatea Aeronave - Institutul Politehnic București în 1992. De asemenea, a urmat cursurile Programului Canadian Master of Business Administration între 1998-1999. A urmat mai multe cursuri post-universitare, prin acestea numărându-se cursul de Business Management organizat de AOTS - SONY, Corporația SONY, Amsterdam (1994), precum și un curs în domeniul securității și bunei guvernări în cadrul Colegiului Național de Apărare. Din 2011, este doctor în management (2011).

## Cariera profesională
Sabin Cutaș este membru al Biroului Politic al Partidului Conservator începând cu 2004.
Din 2004 până în 2008 a fost ales senator în Senatul României și a ocupat funcțiile de Vice-președinte al Senatului României (2005-2006), Vicelider al Grupului parlamentar al Partidului Conservator (2006-2007), Vicepreședinte al Comisiei economice, industrii și servicii (2007-2008) și lider al Grupului Parlamentar al Partidului Conservator (2007-2008).
În 2009, Sabin Cutaș a fost ales Membru al Parlamentului European pe lista comună a Partidului Social Democrat și a Partidului Conservator.

## Activitatea în Parlamentul European
În calitate de membru al Grupului S-D din Parlamentul European, Sabin Cutaș pledează pentru apărarea intereselor cetățenilor europeni. Grupul din care face parte propune o alternativă pentru ieșirea din criza actuală, bazată pe sancționarea sistemului bancar și a evaziunilor fiscale, fără a cere sacrificii nejustificate de la cetățeni. Este membru al Comisiei pentru afaceri economice și monetare, una dintre cele mai solicitate în acest moment, datorită dosarelor legislative dezbătute în cadrul acesteia, precum cele șase pachete financiare votate în vara anului 2011 ("six pack"), dar și taxa pe tranzacțiile finanțare sau dosare non-legislative de tipul Cărții verzi a pensiilor, un subiect sensibil pe agenda guvernelor naționale. Deputatul european, co-raportor pentru Cartea verde a pensiilor publicata de Comisia Europeană în 2010, a avansat propunerea unei pensii minime la nivel european, astfel încât pensionarii români să nu mai fie afectați de măsurile de micșorare a pensiei sau cele de mărire într-un mod demagogic, cu câteva luni înainte de alegeri, pentru a fi sacrificați din nou în momentul în care nu mai este nevoie de votul lor.
Europarlamentarul pledează de asemenea pentru o ieșire din criza economică bazată pe investiții și pe o creștere economică solidă, creatoare de locuri de muncă. El a fost raportor al Parlamentului European pentru Raportul anual al Băncii Europene de Investiții (BEI) pentru 2009, prin care a cerut băncii să sporească investițiile realizate în domenii-cheie precum infrastructura, dezvoltarea și cercetarea, în speță prin lansarea cât mai rapidă a „obligațiunilor pentru proiecte”, un instrument financiar inovator. El a cerut BEI să ofere asistență tehnică regiunilor și statelor membre care întâmpină dificultăți în absorbția de fonduri europene.
Sabin Cutaș este un apărător al drepturilor copiilor. În calitate de raportor al Parlamentului European pentru raportul referitor la încheierea unui Protocol la Acordul de parteneriat și cooperare de stabilire a unui parteneriat între UE și Uzbekistan în domeniul textilelor, acesta a luat decizia de a suspenda temporar importurile de bumbac din Uzbekistan, din cauza acuzațiilor mai multor ONG-uri cu privire la munca forțată a copiilor pe câmpurile de bumbac din această țară. Parlamentul European a urmat poziția raportorului, votând în conformitate: 603 voturi favorabile. Discuțiile vor fi reluate în momentul în care Republica Uzbekistan va permite accesul unei misiuni a Organizației Internaționale a Muncii pe teritoriul său, pentru a monitoriza situația din interior.
De asemenea, a luat poziție în Parlamentul European cu privire la presiunile care se fac la nivel european pentru a împinge statul român să accepte o lege a adopțiilor mai permisivă. Deputatul european a apărat dreptul copiilor români de a fi adoptați de persoane de aceeași naționalitate, atrăgând atenția asupra riscurilor liberalizării adopțiilor.
A inițiat o declarație scrisă în Parlamentul European prin intermediul căreia cere elaborarea unei strategii europene pentru protejarea drepturilor copiilor care suferă de Sindromul Down, precum și o mai mare incluziune socială a acestora, prin intermediul unor campanii de sensibilizare la nivel național și european. Declarația a devenit poziție oficială a Parlamentului European, după ce a întrunit 386 de semnături ale deputaților europeni.
Sabin Cutaș mai este raportor al Parlamentului European pentru încheierea unui Acord între Uniunea Europeană și Regatul Maroc de instituire a unui mecanism de soluționare a litigiilor sau pentru propunerea de decizie a Consiliului de autorizare a statelor membre să adere la Convenția referitoare la expozițiile internaționale semnată la Paris la 22 noiembrie 1928.
Deputatul european a fost desemnat raportor din partea grupului său politic pentru dosare precum: Extinderea activității Băncii Europene de Reconstrucție și Dezvoltare către Sudul și Estul Mediteranei, Aderarea Uniunii Europene la Convenția Internațională a bumbacului, Raportul anual al Băncii Europene de Investiții pentru 2010, mai multe dosare tematice în cadrul Comisiei pentru comerț internațional ca urmare a aderării Rusiei la Organizația Mondială a Comerțului, Acordarea de ajutor macro-financiar Bosniei și Herțegovinei, precum și Serbiei, Aspecte de comerț internațional ale Parteneriatului Estic.
1. ↑  Deputații în Parlamentul European